# Galgenleite
Galgenleiten ist eine Flurbezeichnung.
Der Begriff Leite, richtiger Leiten, beschreibt die Seite eines Hügels oder Berges, Berghang, Abhang. Leite ist eine Rückverhochdeutschung des Begriffs Leiten, die bei der Uraufnahme der Karten Anfang des 19. Jahrhunderts in Bayern gebildet wurde. Der Galgen, der sich z. B. auf einer Galgenleiten befand, war Teil einer Richtstätte des Mittelalters und der frühen Neuzeit und bedeutete das Privileg der Hochgerichtsbarkeit für den betreffenden Ort. In der Regel befanden sich die Richtstätten außerhalb der Ortschaft.